# Idiocalla
Idiocalla é um gênero de coleóptero da tribo Callidiini (Cerambycinae); compreende apenas duas espécies com distribuição na África Central e Meridional.

## Sistemática
- Ordem Coleoptera
  - Subordem Polyphaga
    - Infraordem Cucujiformia
      - Superfamília Chrysomeloidea
        - Família Cerambycidae
          - Subfamília Cerambycinae
            - Tribo Callidiini
              - Gênero Idiocalla (Jordan, 1903)
                - Idiocalla ferruginea (Jordan, 1894)
                - Idiocalla postica (Jordan, 1903)